# Búzás Huba
Búzás Huba (Medgyesegyháza, 1935. április –) költő, nyugalmazott bíró.

## Élete
A Viharsarokban, Medgyesegyházán született. Az egyetemet Pécsett végezte. Bíróként és közigazgatási osztályvezetőként dolgozott nyugalomba vonulásáig.

## Kötetei
- Kávéillat – korán ébredőknek (Baláca, 2000, első kötete hatvanöt éves korában)
- Napranéző (Vár Ucca Műhely, 2003)
- Hajnali tótágasok (Orpheusz, 2007)
- Tépd le a napot (Orpheusz, 2008)
- Amerre a szél fúj. Versek; Rím, Bp., 2010
- Búzás Huba–Suhai Pál: A tükröd én vagyok, nézd. Levélesszék, 2006–2009; Napkút, Bp., 2012 (Káva téka)
- Kúszmászva Európa zsámolyán. Versek; Cédrus Művészeti Alapítvány–Napkút, Bp., 2015
- Égi kupolánk; Cédrus Művészeti Alapítvány, Bp., 2018
- Föld! Föld! Vesztőhelyünk. Lírai eposz. Geopotenciális tudatfolyamatok kifejezése a nyelv eszközeivel; Cédrus Művészeti Alapítvány, Budapest, 2019
- Félrevert harangjaim. Versek; Művészetek Háza, Veszprém, 2019 (Vár ucca műhely könyvek)
- Ég, Föld, Emberek. Lírai eposzok trilógiája; Cédrus Művészeti Alapítvány, Budapest, 2020
- Újhumanizmus körvonalazódik a művészetben. Honnan, hová, merre? Esszé-gondolatok egy modern emberképhez; Cédrus Művészeti Alapítvány, Budapest, 2020 (Káva téka)
- Mentsétek meg... Lírai eposz. Spirituális tudatfolyamatok kifejezése a nyelv eszközeivel; Hungarovox, Budapest, 2020
- Évszázadok feje fölött. Elmélkedéseink a poézis filozófiája tárgykörében; Művészetek Háza, Veszprém, 2021 (Vár ucca műhely könyvek)
- Janus Pannonius. Dráma öt felvonásban; Cédrus Művészeti Alapítvány, Budapest, 2022
- Balassi Bálint lélekvándorlása. Dráma öt felvonásban; Cédrus Művészeti Alapítvány, Budapest, 2023
- Zrínyi Miklós háborúi. Dráma hat felvonásban; Cédrus Művészeti Alapítvány, Budapest, 2024